# Seychellernas riksvapen
Seychellernas riksvapen innehåller symboler som tillkom på den brittiska tiden. Den palmart som visas på skölden är unik för Seychellerna. Sköldpaddan, fågeln och fiskarna är typiska för öarna. Valspråket på latin lyder: "Resultatet kröner verket".